# 毛叶獐毛
毛叶獐毛（学名：Aeluropus pilosus）为禾本科獐毛属下的一个种。